# Puchar Świata w narciarstwie alpejskim mężczyzn 1986/1987
Puchar Świata w narciarstwie alpejskim mężczyzn sezon 1987/1987 to 21 edycja tej imprezy. Cykl ten rozpoczął się w argentyńskim Las Leñas 15 sierpnia 1986 roku, a zakończył 22 marca 1987 roku w jugosłowiańskim Sarajewie.

## Podium zawodów

### indywidualnie
| Lp                                                                   | Data              | Miejsce                | Konkurencja | Zwycięzca         | 2. miejsce          | 3. miejsce                 |
| 1.                                                                   | 15 sierpnia 1986  | Las Leñas              | zjazd       | Peter Müller      | Karl Alpiger        | Franz Heinzer              |
| 2.                                                                   | 16 sierpnia 1986  | Las Leñas              | zjazd       | Pirmin Zurbriggen | Leonhard Stock      | Franz Heinzer Peter Müller |
| 3.                                                                   | 29 listopada 1986 | Sestriere              | slalom      | Ingemar Stenmark  | Jonas Nilsson       | Richard Pramotton          |
| 4.                                                                   | 30 listopada 1986 | Sestriere              | gigant      | Richard Pramotton | Hubert Strolz       | Pirmin Zurbriggen          |
| 5.                                                                   | 5 grudnia 1986    | Val d’Isère            | zjazd       | Pirmin Zurbriggen | Markus Wasmeier     | Michael Mair               |
| 6.                                                                   | 6 grudnia 1986    | Val d’Isère            | supergigant | Markus Wasmeier   | Robert Erlacher     | Marc Girardelli            |
| 7.                                                                   | 13 grudnia 1986   | Val Gardena            | zjazd       | Rob Boyd          | Michael Mair        | Markus Wasmeier            |
| 8.                                                                   | 14 grudnia 1986   | Alta Badia             | gigant      | Richard Pramotton | Alberto Tomba       | Oswald Tötsch              |
| 9.                                                                   | 15 grudnia 1986   | Alta Badia             | gigant      | Joël Gaspoz       | Richard Pramotton   | Markus Wasmeier            |
| 10.                                                                  | 16 grudnia 1986   | Madonna di Campiglio   | slalom      | Ivano Edalini     | Ingemar Stenmark    | Joël Gaspoz                |
| 11.                                                                  | 19 grudnia 1986   | Kranjska Gora          | gigant      | Joël Gaspoz       | Robert Erlacher     | Richard Pramotton          |
| 12.                                                                  | 20 grudnia 1986   | Kranjska Gora          | slalom      | Bojan Križaj      | Rok Petrovič        | Ingemar Stenmark           |
| 13.                                                                  | 21 grudnia 1986   | Hinterstoder           | slalom      | Armin Bittner     | Bojan Križaj        | Oswald Tötsch              |
| 14.                                                                  | 4 stycznia 1987   | Laax                   | zjazd       | Franz Heinzer     | Peter Wirnsberger   | Erwin Resch                |
| 15.                                                                  | 10 stycznia 1987  | Garmisch-Partenkirchen | zjazd       | Pirmin Zurbriggen | Michael Mair        | Peter Müller               |
| 16.                                                                  | 11 stycznia 1987  | Garmisch-Partenkirchen | supergigant | Markus Wasmeier   | Pirmin Zurbriggen   | Alberto Ghidoni            |
| 17.                                                                  | 13 stycznia 1987  | Adelboden              | gigant      | Pirmin Zurbriggen | Marc Girardelli     | Hubert Strolz              |
| 18.                                                                  | 17 stycznia 1987  | Wengen                 | zjazd       | Markus Wasmeier   | Karl Alpiger        | Franz Heinzer              |
| 19.                                                                  | 18 stycznia 1987  | Wengen                 | slalom      | Joël Gaspoz       | Dietmar Köhlbichler | Bojan Križaj               |
| 20.                                                                  | 18 stycznia 1987  | Wengen                 | kombinacja  | Pirmin Zurbriggen |                     |                            |
| 21.                                                                  | 20 stycznia 1987  | Adelboden              | gigant      | Pirmin Zurbriggen | Joël Gaspoz         | Ingemar Stenmark           |
| 22.                                                                  | 25 stycznia 1987  | Kitzbühel              | zjazd       | Pirmin Zurbriggen | Erwin Resch         | Peter Müller               |
| 23.                                                                  | 25 stycznia 1987  | Kitzbühel              | slalom      | Bojan Križaj      | Mathias Berthold    | Armin Bittner              |
| 24.                                                                  | 25 stycznia 1987  | Kitzbühel              | kombinacja  | Pirmin Zurbriggen | Andreas Wenzel      |                            |
| 29. Mistrzostwa Świata w Narciarstwie Alpejskim 1987 – Crans-Montana |                   |                        |             |                   |                     |                            |
| 25.                                                                  | 14 lutego 1987    | Markstein              | slalom      | Ingemar Stenmark  | Armin Bittner       | Günther Mader              |
| 26.                                                                  | 15 lutego 1987    | Todtnau                | gigant      | Pirmin Zurbriggen | Marc Girardelli     | Markus Wasmeier            |
| 27.                                                                  | 28 lutego 1987    | Furano                 | zjazd       | Peter Müller      | Marc Girardelli     | Michael Mair               |
| 28.                                                                  | 1 marca 1987      | Furano                 | supergigant | Marc Girardelli   | Pirmin Zurbriggen   | Leonhard Stock             |
| 29.                                                                  | 7 marca 1987      | Aspen                  | zjazd       | Pirmin Zurbriggen | Daniel Mahrer       | Karl Alpiger               |
| 30.                                                                  | 8 marca 1987      | Aspen                  | supergigant | Pirmin Zurbriggen | Richard Pramotton   | Peter Roth                 |
| 31.                                                                  | 14 marca 1987     | Nakiska                | zjazd       | Peter Müller      | Franz Heinzer       | Daniel Mahrer              |
| 32.                                                                  | 15 marca 1987     | Nakiska                | supergigant | Marc Girardelli   | Pirmin Zurbriggen   | Leonhard Stock             |
| 33.                                                                  | 21 marca 1987     | Sarajewo               | slalom      | Grega Benedik     | Bojan Križaj        | Didier Bouvet              |
| 34.                                                                  | 22 marca 1987     | Sarajewo               | gigant      | Marc Girardelli   | Joël Gaspoz         | Rudolf Nierlich            |

## Końcowa klasyfikacja generalna
| Miejsce | Zawodnik          | Punkty |
| ------- | ----------------- | ------ |
| 1.      | Pirmin Zurbriggen | 339    |
| 2.      | Marc Girardelli   | 190    |
| 3.      | Markus Wasmeier   | 174    |
| 4.      | Joël Gaspoz       | 153    |
| 5.      | Richard Pramotton | 139    |
| 6.      | Ingemar Stenmark  | 134    |
| 7.      | Leonhard Stock    | 97     |
| 8.      | Roberto Erlacher  | 94     |
| 9.      | Bojan Križaj      | 90     |
| 9.      | Peter Müller      | 90     |

### Zjazd (po 11 z 11 konkurencji)
| Miejsce | Zawodnik          | Punkty |
| ------- | ----------------- | ------ |
| 1.      | Pirmin Zurbriggen | 125    |
| 2.      | Peter Müller      | 105    |
| 3.      | Franz Heinzer     | 90     |
| 4.      | Markus Wasmeier   | 83     |
| 5.      | Michael Mair      | 82     |

### Supergigant (po 4 z 4 konkurencji)
| Miejsce | Zawodnik          | Punkty |
| ------- | ----------------- | ------ |
| 1.      | Pirmin Zurbriggen | 85     |
| 2.      | Marc Girardelli   | 65     |
| 3.      | Markus Wasmeier   | 50     |
| 4.      | Roberto Erlacher  | 44     |
| 5.      | Leonhard Stock    | 42     |

### Slalom gigant (po 9 z 9 konkurencji)
| Miejsce | Zawodnik          | Punkty |
| ------- | ----------------- | ------ |
| 1.      | Joël Gaspoz       | 102    |
| 1.      | Pirmin Zurbriggen | 102    |
| 3.      | Richard Pramotton | 95     |
| 4.      | Hubert Strolz     | 66     |
| 5.      | Marc Girardelli   | 65     |

### Slalom (po 8 z 8 konkurencji)
| Miejsce | Zawodnik         | Punkty |
| ------- | ---------------- | ------ |
| 1.      | Bojan Križaj     | 105    |
| 2.      | Ingemar Stenmark | 96     |
| 3.      | Armin Bittner    | 78     |
| 4.      | Joël Gaspoz      | 71     |
| 5.      | Grega Benedik    | 55     |

### Kombinacja (po 2 z 2 konkurencji)
| Miejsce | Zawodnik          | Punkty |
| ------- | ----------------- | ------ |
| 1.      | Pirmin Zurbriggen | 50     |
| 2.      | Andreas Wenzel    | 20     |

### Drużynowo
| Miejsce | Kraj       | Punkty |
| ------- | ---------- | ------ |
| 1.      | Szwajcaria | 931    |
| 2.      | Austria    | 818    |
| 3.      | Włochy     | 605    |
| 4.      | RFN        | 505    |
| 5.      | Szwecja    | 198    |